# Carpias punctatus
Carpias punctatus là một loài chân đều trong họ Janiridae. Loài này được Kensley miêu tả khoa học năm 1984.